# Rimani
Rimani è un singolo del cantautore italiano Gaudiano, pubblicato il 14 maggio 2021 come secondo estratto dall'album di debutto L'ultimo fiore.

## Video musicale
Il video musicale del brano, diretto da Mauro Russo, è stato pubblicato il 18 maggio 2021 sul canale YouTube del cantautore.

## Tracce
1. Rimani – 2:49